# Karangasem (Cibeber)
Karangasem is een bestuurslaag in het regentschap Cilegon van de provincie Banten, Indonesië. Karangasem telt 7657 inwoners (volkstelling 2010).